# Алтуд
Алтуд (рос. Алтуд) — село у Прохладненському районі Кабардино-Балкарії Російської Федерації.
Орган місцевого самоврядування — сільське поселення Алтуд. Населення становить 5326 осіб.

## Історія
Згідно із законом від 27 лютого 2005 року органом місцевого самоврядування є сільське поселення Алтуд.

## Населення
| 1896  | 1926  | 1939  | 1970  | 1979  | 1989  | 2002  |
| ----- | ----- | ----- | ----- | ----- | ----- | ----- |
| 1607  | ↗2457 | ↗2696 | ↗3431 | ↗4118 | ↗4873 | ↗5416 |
| 2010  | 2012  | 2013  | 2014  | 2015  | 2016  | 2017  |
| ↘5326 | ↗5361 | ↗5400 | ↘5396 | ↗5432 | ↗5444 | ↗5465 |
| 2018  | 2019  | 2020  |       |       |       |       |
| ↗5500 | ↗5504 | ↗5554 |       |       |       |       |